# Michael Rosenvold
Michael Grundt Rosenvold også kaldet "Kokken" (født 4. februar 1968 – 3. april 2025) var en dansk IT-direktør, der fra 2012 var præsident for rockergruppen Bandidos i Europa og Asien. Han overtog posten fra Jim Tinndahn. Rosenvold var i foråret 2025 meget omtalt i medierne i forbindelse med forbudssagen mod Bandidos. Han døde den 3. april 2025 efter at være faldet om med et hjertetilfælde.

## Baggrund
Han gik i skole i Jyllinge og kom som 15-årig i kokkelære. Som kokkeelev stod han blandt andet i lære i køkkenet på Hotel Richmond på Vester Farimagsgade i København, der var ejet af Simon Spies. Han var med til at tilberede menuen til Simon og Janni Spies' bryllup i 1983. I 1997 fik han en fængselsdom for narko og våbenbesiddelse. 
Igennem en længere årrække var Michael Rosenvold involveret i IT-branchen med forskellige selskaber, som blandt andet solgte internetporno. Han var IT-direktør i sit eget firma, MG International, som gav et årligt overskud på to mio. kr. inden firmaet i 2006 gik konkurs.
I 2015 medvirkede han i en omtalt TV3-dokumentar om Brian Sandberg. Han drev også firmaet Telepearl Aps, der hos Erhvervs- og Selskabsstyrelsen er rubriceret indenfor branchen "Handel med kufferter og lædervarer".